# Froid industriel
Le froid industriel regroupe tous les systèmes permettant d'obtenir et de maintenir un système (local, produit, etc.) à une température inférieure à celle de l'environnement.

## Technologies
Les deux technologies les plus répandues à grande échelle sont :
- les systèmes à compression
- les systèmes à absorption